# The ungraduate
The ungraduate (en castellano: La no-graduada) es el 112° episodio de la serie de televisión norteamericana Gilmore Girls.

## Resumen del episodio
Mientras continúa la remodelación de la casa de Lorelai, Sookie presiona a su amiga para que ponga una fecha a la boda, pero no lo consigue. Cuando se genera una discusión entre Tom, quien dirige la construcción de la casa de Lorelai, y T.J., este último renuncia a seguir trabajando al darse cuenta de que no es quien manda (como creía). 
Paris visita a Lorelai varias veces en el Dragonfly, ya que se siente sola sin su amiga Rory, pero su presencia desagrada a Sookie, Michel y al resto del personal. Lorelai intenta pero no puede terminar con los almuerzos bi semanales.
Rory sigue en su servicio comunitario, y Emily le da un trabajo de espía en la DAR, pues sospecha que tiene una rival para el cargo de presidenta del grupo (que ostenta). 
Entre tanto, Lane y su banda regresan a Stars Hollow, luego de una exitosa gira veraniega y reflexionan sobre el sacrificio hecho y los buenos resultados obtenidos.
Logan regresa de su viaje por Europa y confronta a Rory sobre sus sentimientos de dejar la universidad. Ella va a Yale a presenciar el primer día de clases sin intervenir, luego jura como nueva socia de las Hijas de la Revolución Americana. 
Lorelai debe quedarse hasta tarde en el Dragonfly y le pide a Luke que cuide a Paul Anka, algo que él acepta después de haberse negado, y después descubre, sorprendido, que el perro se comió el chocolate de su casa y lo lleva rápidamente al veterinario. Al día siguiente, Luke le explica a Lorelai de lo sucedido con Paul Anka, y ella le dice que fijará la fecha de la boda cuando esté amistada con Rory.

## Cambios
Desde este capítulo la banda de Lane se llama "Hep Alien" (que significa algo así como "Alienígena en onda, a la moda").

## Error de continuidad
- La segunda vez que se ve a Paris con Lorelai, su té frío sube y baja de nivel varias veces. Además, la servilleta que arrojara sobre la mesa, cambia sola de forma entre tomas.

- Datos: Q6145661